# Jakob Euler

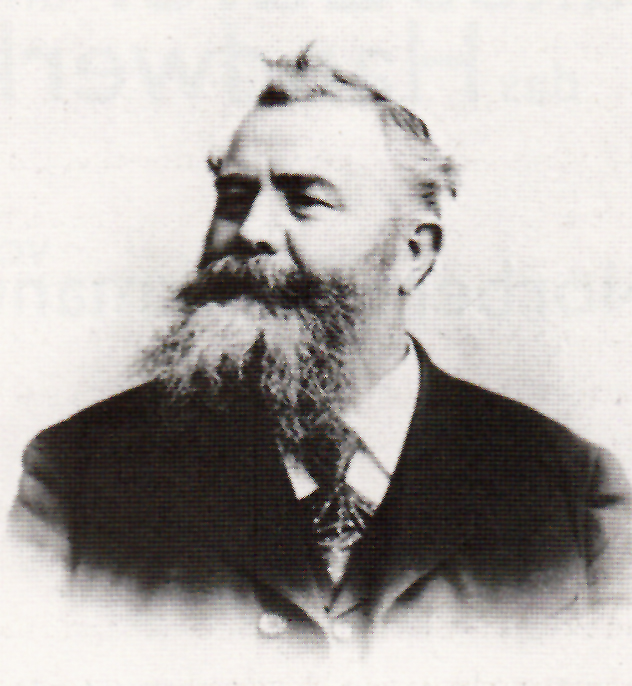
Jakob Euler

Jakob Euler (* 20. August 1842 in Bensberg; † 26. April 1917 ebenda) war ein deutscher Tischlermeister und Mitglied des Deutschen Reichstags.

## Leben
Euler besuchte die Volksschule in Bensberg von 1848 bis 1856 und die Zeichen- und Fortbildungsschule im katholischen Gesellenverein in Köln unter Adolph Kolping von 1857 bis 1860. Er arbeitete zunächst zwei Jahre im Bergbau und erlernte danach bei seinem Stiefvater das Tischlerhandwerk. 1861 bestand er die Gesellenprüfung in Mülheim am Rhein und von 1861 bis 1862 nahm er in Krefeld Stunden im Zeichnen und Mathematik.
Euler diente beim Hohenzollernschen Füsilier-Regiment Nr. 40 in Saarlouis von 1862 bis 1865 und machte bei demselben Regiment die Kriege von 1866 und 1870/71 mit. 1868 legte er die Meisterprüfung in Köln ab und war seitdem selbständiger Meister bis 1870 in Köln-Kalk. 1871 ließ er sich in seinem Elternhaus in Bensberg als Schreiner nieder.
Ab 1881 war er hervorragend tätig in der Handwerkerbewegung, u. a. gründete er den „Verein selbständiger Handwerker“ und war von 1883 bis 1888 Redakteur der vom Fürsten zu Isenburg-Birstein gegründeten Handwerkerzeitung „Die Innung“ und schrieb über das Fach- und Fortbildungsschulwesen. Ab 1900 war er stellvertretender Vorsitzender der Handwerkskammer Köln. Zwischen 1890 und 1903 war er Mitglied des Gemeinderats.
Von 1893 bis 1907 war er Mitglied des Deutschen Reichstags für den Wahlkreis Regierungsbezirk Münster 3 (Borken, Recklinghausen) und ab 1907 für den Wahlkreis Trier-Stadt und die Deutsche Zentrumspartei. Die Reichstagswahl 1893 gewann Euler als Gegenkandidat der katholischen Handwerker gegen den offiziellen Zentrumskandidaten und bisherigen Reichstagsabgeordneten Albert Beckmann. Ab 1894 bis zu seinem Tode war er auch Mitglied des Preußischen Abgeordnetenhauses.
Da er 1897 maßgeblich an der Entstehung des Gesetzes beteiligt war, nannte man ihn den Vater des Handwerkerschutzgesetzes.

## Auszeichnungen
- 1945 hat ihm die damals noch selbständige Gemeinde Bensberg im heutigen Stadtteil von Bergisch Gladbach Lückerath die Jakob-Euler-Straße gewidmet.[5]